# Nicolas Boukhrief
Nicolas Boukhrief (4 de junho de 1963) é um ator e roteirista francês.